# Nowa Wieś (powiat golubsko-dobrzyński)
Nowa Wieś – wieś w Polsce położona w województwie kujawsko-pomorskim, w powiecie golubsko-dobrzyńskim, w gminie Ciechocin.

## Podział administracyjny
W latach 1975–1998 miejscowość należała administracyjnie do województwa toruńskiego.

## Demografia
Według Narodowego Spisu Powszechnego (III 2011 r.) wieś liczyła 286 mieszkańców. Jest szóstą co do wielkości miejscowością gminy Ciechocin.